# 森纳尔州
森納爾州（阿拉伯语：سنار），是苏丹的一个州，位於該國東南部，東鄰埃塞俄比亞，青尼羅河流經。面积37,844平方千米，人口為1,532,085人（2006年），首府森纳尔。